# Gen (sociologie)
În sociologie, genul (engleză : gender) reprezintă totalitatea caracteristicilor psihosociale și culturale care deosebesc masculinitatea de feminitate. În funcție de context, aceste caracteristici pot include sexul biologic (de exemplu, a fi bărbat, femeie sau o variație a intersexualității), structuri sociale bazate pe sex (de exemplu, roluri de gen), sau identitatea de gen.  Majoritatea culturilor folosesc doar două genuri (bărbat și femeie);  cei care se află în afara acestor grupe pot fi încadrați sub termenii umbrelă de gen non-binar (engleză : genderqueer). Unele societăți au genuri suplimentare pe lângă "bărbat" și "femeie", precum hijras din Asia de Sud; de cele mai multe ori aceste genuri sunt denumite al treilea gen (sau al patrulea, etc.).
Sexologul John Money a introdus distincția dintre sexul biologic și genul ca rol în 1955. Înainte lucrărilor sale, termenul de gen se folosea cel mai des pentru a referi categorii gramaticale.  Cu toate acestea, înțelesul dat de Money cuvântului gen a fost adoptat de publicul larg doar începând cu anii '70, când teoria feministă a început să facă referire la distincția dintre sexul biologic și genul ca construct social. Astăzi, această diferență este folosită în anumite contexte, în special în științele sociale,  precum și în documentele scrise de către Organizația Mondială a Sănătății. 
În alte contexte, inclusiv în anumite arii ale științelor sociale, genul include sau chiar înlocuiește sexul.  De exemplu, în cercetarea animalelor, genul este în mod normal utilizat pentru a face referire la sexul biologic al animalelor.  Această schimbare în sens a cuvântului "gen" își are originile în anii '80. În 1993, Food and Drug Administration (FDA) a SUA a început să folosească "gen" în loc de "sex".  Mai târziu, în 2011, agenția și-a schimbat poziția și a început să folosească cuvântul sex pentru a se referi la clasificarea biologică și gen ca "modul în care o persoană se identifică pe sine ca bărbat sau femeie, sau modul în care o instituție se adresează unei persoane, bazat pe modul în care acea persoană își reprezintă genul." 
Științele sociale au o ramură dedicată studiilor de gen. Alte domenii precum sexologia și neuroștiințe sunt de asemea interesate de subiect. Științele sociale abordează uneori genul ca pe o construcție socială, iar studiile de gen o fac în mod special, în timp ce cercetările în științele naturii investighează dacă diferențele biologice la bărbați și femei influențează dezvoltarea genului la oameni; ambele contribuie la dezbaterea despre cât de mult influențează diferențele biologice formarea identității de gen. În anumite secțiuni a literaturii engleze există o trichotomie între sexul biologic, genul psihologic și rolul de gen social. Acest cadru a apărut pentru prima dată într-o lucrare feministă despre transsexualism în 1978. 

Simbolurile sexurilor. Simbolul roz reprezintă sexul feminin. Simbolul albastru reprezintă sexul masculin.

## Etimologie
Cuvântul „gen” vine din latină: „genus”. Cuvântul are pe larg sensul de categorie, tip, specie, și mai puțin sensul de sex.
În alte limbi
În alte limbi majore cuvântul echivalent pentru gen/sex este: în engleză gender, în franceză genre, în italiană genere, în spaniolă și portugheză género.

## Perspective feministe

### Importanța genului în feminism
Genul, în accepțiunea Dicționarului explicativ al limbii române, are, printre altele, sensul de „categorie gramaticală bazată pe distincția dintre obiecte și ființe, precum și dintre ființele de sex masculin și sex feminin”. Distincția funadamentală cu care oprează această definiție este, deci, de natură biologică: sex masculin - sex feminin. Diferența sex-gen a fost teoretizată de feminismul valului II, genul căpătând semnificația de diferență construită și interpretată social și cultural între cele două categorii sociale distincte: “bărbați” și „femei” . Aceste diferențe au totodată un caracter normativ, în sensul că cine nu se conformează rolului de gen este văzut(ă) ca deviant(ă) din naștere sau socializat(ă) inadecvat. Deci, sexul operează cu distincția biologică, iar genul cu cea social-culturală.
Relația sex-gen este problematică în interiorul teoriei feministe, diversele curente teoretice aflându-se de multe ori în contradicție. Genul fiind construit social, este totodată relativ din punct de vedere cultural – el are atribuții și conotații diferite în funcție de perioada istorică, de contextul cultural sau social (Oakley, 1972). Chiar mai mult, genul nu trebuie văzut ca numai o diferență binară, ci și ca ierahie. Între bărbați și femei sunt relații de putere, bărbații constituind clasa dominantă iar femeile cea subordonată (Delphy, 1984). Contestând explicațiile biologice în explicarea diferențelor de gen, feministele pun în discuție însăși „inferioritatea naturală” a femeilor. 
„Biologia ca destin” este una din tezele cele mai criticate de feministe. Tradiția filosofică occidentală în ceea ce privește statutul femeilor, pleacă de la concepția lui Aristotel cu privire la inferioritatea naturală a femeilor față de bărbați. Femeile prin destinul lor biologic sunt menite să îndeplinească roluri diferite, inegale și inferioare celor ale bărbaților.
Genul, concept fundamental în feminismul modern, a fost foarte clar articulat, fără a fi definit ca atare, Simone de Beauvoir în celebra ei afirmație: Nu te naști, ci devii femeie. Beauvoir a atras atenția că nu factorii biologici, psihologici sau economici sunt cei care modelează „această creatură intermediară între bărbat și eunuc, care este prescris feminină”, ci de fapt categoria de „femeie” este construită social ca Celălalt. Astfel, inferioritatea femeilor nu este naturală, ea provine din acest binarism ierarhic inventat de patriarhat cu scopul de a promova autoritatea masculină. Bărbatul nu definește femeia prin ea însăși, ci prin relație cu el. El este Subiectul, Absolutul, ea este Celălalt. Beauvoir susține că rareori femeile își doresc să devină Subiect, pentru că ele sunt legate economic și psihologic de opresorii lor. 
În opoziție cu Simone de Beauvoir, unele feministe radicale preferă să păstreze o strânsă legătură între sexul biologic și rolurile sociale ale femeilor. În concepția lor, femeile sunt speciale, și chiar superioare bărbaților datorită structurii lor biologice specifice și a capacității lor unice de a naște și hrăni copii. În opinia lui Iris Marion Young (1990), teoretizarea pe care o face Beauvoir genului este discutabilă, tocmai fiindcă are ca efect ștergerea diferențelor de gen și devalorizarea feminității.
Feministele postmoderne aduc în discuție ideea care, de fapt, stă la baza dezbaterii sex versus gen: se pot separa corpul și mintea? Toți împărtășim aceeași expriență a „locuirii” într-un corp, iar fiecare corp are un sex. Dar „întruparea” femeilor diferă de „întruparea” bărbaților. Concluzia lor este că deși sexul nu este singurul determinant al genului, el nici nu este irelevant. 

## Gen și comunicare
Înnăscute sau dobândite, voluntare sau involuntare, codificate sau personalizate, gesturile și postura, mimica și distanțele interpersonale însoțesc, explică, condensează sau comentează comunicarea umană. Experții în comunicare au identificat șapte sute de mii de semnale fizice, Birdwhistell estimează că doar mimica feței modulează 250.000 de expresii, iar mâna generează 5000 de gesturi verbalizabile.
Gestul este o practică socială, o moștenire culturală (un fenomen social total în sensul lui Marcel Mauss), dar și un revelator al identității individului și comunității. Determinată și reglată de variabile sociologice (vârstă, sex, etnie, statut social), religie și chiar percepția timpului, gestualitatea este o componentă însemnată a capitalului simbolic, exprimând clar o apartenență socială, o identitate de grup actualizată prin comportamente permise (norme, etichetă) și comportamente interzise (tabu-uri, gesturi obscene, disprețuitoare). Acestea din urmă din păcate, ca și limbajul verbal al insultei sunt prioritar inspirate de corpul și comportamentul feminin și adresate femeilor.
Neavând decât o existență relațională, fiecare din cele două genuri este produsul unui îndelungat proces de construcție, vizând generarea unui corp social diferit de al genului opus din toate punctele de vedere.
Prin mimetism tacit sau injoncțiuni și rituri explicite băieții se virilizează iar fetele se feminizează.Codul onoarei emfatizat de bărbați se traduce printr-o postură autoritară, milităroasă (“Drepți!”) și o privire directă, fermă, de confruntare; codul supunerii “potrivit” femeilor prevede postura plecată, docilă, subordonată. La limită toate injoncțiunile (materne în primul rând) caracteristice societății europene configurează aceeași limitare sau diminuare simbolică pe care o evidențiaseră antropologii în culturile primitive (a ocupa cât mai puțin spațiu, corelativul lui a zâmbi cât mai mult, a nu întrerupe, dar a se lăsa întreruptă).
Corpul este conotat sexual nu atât prin morfologie, cât prin postură. Anumite gesturi structurează clar diferența sexuală: surâsul sau capul înclinat conotează identitatea feminină, cel puțin în imaginile publicitare, ceea ce concordă cu cercetările etologilor pentru care o asemenea postură reflectă supunerea, dorința de a nu intra în luptă. De asemenea cercetări recente acreditează ideea că femeile înclină capul de două ori mai mult decât bărbații, ceea ce nu înseamnă câtuși de puțin că există gesturi natural feminine sau natural masculine, ci doar că ele au fost interiorizate ca atare (rareori explicit formulate, precum postura recomandată a picioarelor strânse).
Studenți la psihologie cărora li s-a cerut să aleagă diverse personaje (din reclame, reviste, manuale etc.) pentru a ilustra furia, teama, surpriza, angoasa fără nici o indicație privind sexul, au reținut de două ori mai multe imagini cu bărbați, în timp ce studentele au selectat paritar cele două sexe. În schimb anumite afecte au fost influențate de sexul subiecților anchetei: pentru a figura mânia, studentele au ales în marea lor majoritate un bărbat. 
Simbolic “destinate” discreției și resemnării, femeile dau dovadă de “intuiție” pentru a prevedea și satisface dorințele dominanților; de aici sensibilitatea lor la toți indicii non verbali (tonul vocii, calitatea privirii), dar și capacitatea de a descrie în detaliu caracteristicile fizice și psihice ale soțului, spre deosebire de bărbați apți să vorbească mai degrabă despre femei în general și atunci în descrieri stereotipe (P. Bourdieu, 1998: 37). 
Polisemia semnelor gestuale și dependența lor contextuală este actualizată în numeroase circumstanțe. Astfel contactul vizual indică interesul, simpatia etc. (deci afectele pozitive), dar și mânia, amenințarea, dominația. În genere indivizii dominatori au mai multe contacte vizuale; în plus, când ascultă privesc mai puțin, iar când vorbesc privesc mai mult (la indivizii dominați situația se prezintă exact invers).
De regulă, femeile de toate vârstele au mai multe contacte vizuale decât bărbații, dar sunt și obiect al privirii mai mult decât bărbații. Diadele feminine angajează mai multe raporturi vizuale decât diadele masculine, dar când interacționează cu bărbați, femeile par să adopte patternul privirii masculine (cf. și Judy Pearson, 1991: 134). În schimb bărbații nu par prea afectați când nu sunt priviți, în timp ce pentru femei contactul vizual este important (se simt valorizate).
Expresia facială este modulată de sex, vârstă, clasă socială și evident grupul cultural de apartenență. Mamele din clasele populare zâmbesc mai puțin decât cele din middle class; de asemenea s-a constatat că femeile adulte zâmbesc mai mult decât bărbații adulți (în special când discută teme pozitive).
Pentru femei zâmbetul are o semnificație interacțională, facilitând intervențiile, lubrefiind dialogul.
Dar pentru că zâmbetul este mai frecvent, apare și o dificultate de interpretare. Semnificantul zâmbet poate semnala la fel de bine confortul, fericirea, sentimentul de valorizare socială și personală, dar și nervozitatea, emoția (J. Pearson, 1991: 137). Este semnificativ faptul că zâmbetul poate fi un semn de identificare a unor sentimente pozitive la bărbați, nu și la femei, care zâmbesc în continuu. În schimb, copiii nu se disting radical în această privință, ceea ce consolidează opinia unei socializări diferite (de reprimare a afectelor la bărbați: “Nu plânge ca o fată” și de supralicitare a afectelor la fete: “O fată trebuie să fie sensibilă, răbdătoare, delicată”).

Diferențele de expresie facială, postură, teritorialitate (bărbații ocupă mai mult spațiu în raport cu femeile) sunt dublate de diferențe gestuale.

## Comportamente
Comportament feminin
- Femeile utilizează mai puține gesturi decât bărbații, dar utilizează discriminator repertoriul de gesturi (mai puține gesturi când interacționează cu femei, dar mai multe când interacționează cu bărbați
- Femeile au tendința să își sprijine mâinile pe brațele fotoliului
- Femeile utilizează mai puține mișcări cu o singură mână sau mișcări ale brațelor (Shuter, 1979)
- Femeile se joacă cu părul sau rochia, își pun mâinile în poală și își lovesc ușor mâinile mai des decât bărbații (Peterson, 1976)

Comportament masculin
- Bărbații utilizează mai multe gesturi decât femeile. Ei nu utilizează diferit gesturile în funcție de sexul interlocutorilor.
- Bărbații își sprijină arareori mâinile pe brațele fotoliului
- Bărbații utilizează mai multe mișcări cu o singură mână și mișcări ale brațelor
- Bărbații folosesc gesturi ample, își întind mâinile, își trosnesc încheieturile, folosesc numeroase gesturi de ostensiune.
- (Peterson apud J. Pearson, 1991: 140)

Toate semnele repertoriului de gesturi (de la surâsul feminin afiliativ, distinct de cel masculin: de solidaritate, dar și de ironie la contact vizual, postură etc.) contribuie la configurarea a două subculturi: cea masculină centrifugă, competitivă (de ocupare a teritoriului) și cea feminină centripetă (de restrîngere teritorială), cea masculină dominatoare, inițiatoare (de la managementul conversației la managementul în economie, politică, mass-media) și cea feminină reactivă și doar în cazuri excepționale proactivă.
La violența simbolică (cf. P. Bourdieu) exercitată de un sex asupra celuilalt contribuie inconștient, împotriva propiei voințe dominații înșiși, care acceptând limitele impuse actualizează “emoții” corporale -rușine, umilință, timiditate, anxietate, culpabilitate- sau pasiuni și sentimente - dragoste, admirație, respect; emoțiile sunt cu atât mai dureroase cu cât se trădează prin manifestări vizibile precum roșeața, neîndemânarea, tremurul vocii, furia nerputincioasă, tot atâtea modalități de a se supune judecății dominante (P. Bourdieu, 1998: 45).

## Gen și educație
Școala este o instituție socială profund marcată de norme, stereotipuri și ideologii de gen, ceea ce face ca modelele de gen prescrise de ea să fie foarte importante pentru plasarea și integrarea individului în societate. Școala contribuie prin diverse mecanisme la segregarea de gen, creând bărbați și femei cu orientări, preferințe și competențe diferite, limitând de multe ori posibilitățile de exprimare a individului în viata publică (valabil mai ales pentru femei) și în viața privată (valabil mai ales pentru bărbați). 
Din perspectivă istorică mult timp educația informală și formală pentru fete a avut cu totul alt conținut și scop decât cea pentru băieți. Accesul fetelor la educație, în special la studii superioare, a fost mult timp interzis. În ciuda progreselor remarcabile din ultimele decenii există încă destule discriminări între bărbați și femei, între băieți și fete în educație. Statisticile internaționale arată de exemplu faptul că majoritatea analfabeților adulți în lume sunt femei, iar abandonul școlar este preponderent feminin.
Problemele legate de dimensiunea de gen a educației se pot discuta sub aspect cantitativ-cu referință la cifre absolute, la diverse statistici derivate (indicatori tip rata analfabetismului, rata admiterii, rata supraviețuirii școlare) sau la indicatori sensibili la gen (de tipul celor folosiți în rapoartele dezvoltării umane) dar și sub aspect calitativ cu referință la aspecte legate de ce și cum se învață în școli (curriculum ascuns, implicit). 
Mai concret, putem vorbi de discriminări de gen în educație (sexism în educație) atunci când: 
- statisticile demonstrează: acces limitat pentru un anumit sex la anumite forme și nivele de educație, diferențieri pe sexe legate de rata abandonului școlar sau de analfabetism; diferențieri pe sexe legate de gradul și criteriile de promovabilitate în sistemele educaționale; dezechilibrele în privința structurii pe sexe a specializărilor obținute prin absolvirea unei forme de pregătire școlară; dezechilibrele (inclusiv consecințele acestora pentru bărbați și femei) între oferta și cererea de educație și formare profesională pe piața muncii., structurile ierarhice administrative și manageriale pe sexe din sistemul educațional.
- datele calitative pun în evidență manifestări sexiste la nivel de: conținut al programelor, manualelor și materialelor didactice (invizibilitatea femeilor în istorie prin accentul pus pe istoria politică și nu pe istoria vieții cotidiene, modele de roluri de gen stereotip promovate de textele/imaginile din manuale, etc); climat din școli (un mediu “feminin” în primii ani de școală care pare să favorizeze fetele creând un mediu ostil pentru băieți, aspecte legate de hărțuirea sexuală, etc); tipurile de așteptări și evaluări diferențiate pe sexe din partea profesorilor și elevilor (un anumit climat de neașteptare față de anumite performanțele ale fetelor-băieților în anumite domenii); procesele de etichetare subtilă și efectele lor asupra elevilor, etc. Aceste aspecte sunt mult mai puțin cercetate atât în România cât și în lume.

Discriminări de gen explicite și implicite în educație se regăsesc și pot fi analizate deci la nivel de: rezultate; structură a instituțiilor educaționale (model piramidal); conținut al educației. 
Se pot identifica astfel diferențe de gen în plan orizontal (de exemplu aspecte legate de feminizarea/masculinizarea unor domenii de studiu) și/sau în plan vertical (de exemplu aspecte legate de salarizare diferențiată pe sexe, plasare pe ierarhiile profesionale si administrative în funcție de sex). 
În România accesul la educație este din punct de vedere formal nediscriminatoriu femeile având un grad ridicat de educație. În majoritatea clasificărilor internaționale țara este evaluată drept o țară cu diferențieri de gen moderate în educație (moderate gender gap). Statisticile recente atrag atenția asupra unor aspecte îngrijorătoare precum rata ridicată a analfabetismului (în special a analfabetismului funcțional), care afectează discriminatoriu fetele sau scăderea, în ultima perioadă, a ratei nete de înscriere a fetelor în învățământul secundar. De asemenea în România, ca în multe alte țări, învățământul primar și secundar este feminizat la nivel de cadre profesorale și masculinzat la nivel de funcții de conducere. Deși lipsesc cercetări calitative de amploare, se poate presupune existența unui sexism în educație și la nivelul manifestărilor sale implicite. Acestea au efecte negative nu doar asupra fetelor, femeilor ci asupra tuturor celor implicați în procesul de educație.
Feminismul este cel care a introdus în dezbaterea publică și academică problematica sexismului din educație contribuind la cunoașterea situției și la îmbunătățirea acesteia. Inovatoare sunt considerate pedagogiile feministe, bazate pe angajament și identificare cu grupurile subordonate și opresate în căutare de dreptate și emancipare, pedagogii care s-au conturat în strânsă legătură cu apariția și dezvoltarea studiilor despre femei. În general pedagogiile feministe: critică rolul autoritar al profesorului reevaluând relația student-profesor și din perspectiva problematicii de gen; pun accent pe experiențele personale ca sursă importantă de cunoaștere (învățare experiențială); problematizează în mod programatic conceptul de diferență; folosesc preponderent tehnici și metode de predare-învățare de tip dubla viziune în cunoaștere, predare implicată, relațională, cu accent pe interacțiune, co-producere de cunoaștere, etc.

## Gen și limbaj
Feminismul, ca formă a politicii dedicată schimbăriilor sociale, combaterii reproducerii inegalităților sistematice dintre bărbați și femei, are un interes deosebit în domeniul limbii și genului pornind tocmai de la rolul complex pe care îl are limbajul, alături de celelate practici și instituții sociale, în reflectarea, crearea și menținerea diviziunilor de gen în societate. Dincolo de posibilele diferențieri structurale de uz lingvistic între bărbați și femei, perspectiva feministă asupra uzului lingvistic încorporează aici o gamă largă de teme cum ar fi: accesul, sau mai degrabă lipsa accesului, femeilor la discursul public, reprezentări ale masculinității și feminității în mass media, stereotipuri lingvistice. 
Demersul critic feminist asupra limbajului îmbracă o varietate de forme, ilustrate în principal de două tradiții critice. Este vorba în primul rând de tradiția critică anglo-americană de critică a limbajului sexist, ilustrată în începuturile ei de Dale Spender, Man made Language. Cea de a doua este reprezentată de critică franceză a falocentrismului la nivelul limbii și de elaborarea unei écriture féminine „scriiturii feminine” ilustrată de Hélène Cioux și Lucy Irigaray. În această ultimă perspectivă, femeia este concepută ca un semn al discursului, în contrast cu accentul pus de școala anglo-americană pe aspectele socio-politice ale limbii. 
Lingvistele feministe Deborah Cameron (1985) și Sara Mills (1995) își concentrează demersul critic pe importanța limbajului și reprezentării în construcția și menținerea inegalitații de gen. D. Cameron atrage atenția asupra faptului că opresiunea la nivelul limbajului nu este și nu poate fi totală, pentru că în acest caz femeile nu ar mai avea mijloace de exprimare a criticii acelor structuri și procese codificate în limbă și societate. În școala poststructuralistă limbajul are o calitate “deconstructivă” care subminează fixarea sensului. Astfel, femeile pot folosi această tendință pentru a construi sensuri alternative în discursul feminist. După cum susține Cameron (1985), limba codifică dar în aceeași măsură construiește reslitatea socială, ea nu reflectă în întregime, și nici nu determină în totalitate lumea noastră socială. 

## Gen și mass-media
Domeniul științelor comunicării și al studiilor mass-media coextensiv schimbărilor profesionale (feminizarea jurnalismului și relațiilor publice) și schimbărilor sociale (feminismul) a cunoscut în ultimii douăzeci de ani câteva mutații paradigmatice: 
- integrarea dimensiunii de gen la cele trei nivele ale construirii mesajului mediatic (producerea, conținutul și receptarea acestuia);
- investigarea identității și poziționării de gen din perspectiva hegemoniei, diferențierii, parodierii genului normativ;
- chestionarea și deconstruirea categoriei de gen corelativ cu deconstruirea subiectivității și performativitatea (corporală și discursivă) a genului (J.Butler, 1991).

Începând cu deceniul al optulea analiza reprezentărilor mass-media ca reflectare a relațiilor sociale, generate de feminismul liberal a fost puternic influențată de conceptul de anihilare simbolică a femeii prin mass-media lansat de Gaye Tuchman. Analiza conținutului mediatic a relevat pregnanța reprezentărilor conservatoare atât în presa scrisă cât și în cea electronică: 
- limitarea rolurilor feminine la cel de mamă, soție, gospodină în spațiul privat și la cel de tânără dependentă de industriile cosmetice în spațiul public;
- ocultarea problematicii sociale celei mai actuale (feminizarea sărăciei, șomajul, familia monoparentală condusă de o femeie etc.);
- segregarea verticală și orizontală a structurii ocupaționale feminine (ghetto-uri roz sau mai puțin roz).

Din momentul în care mass-media nu au mai fost considerate “oglinda” realității, ci construcția socială a acesteia (Berger & Luckman inter alii), critica feministă a “obiectivității” știrilor a pledat fie pentru o relatare neutră, imparțială (“gender neutral reporting” - ideal imposibil de atins), fie pentru echilibru între “vocile” și posturile deținute de femei și cele ale barbaților, fie în sfârșit pentru conștientizarea masculinității discursului hegemonic (“Ceea ce contează drept adevăr într-o situație dată este determinat de cei care au puterea de a defini realitatea” -S.Allen, 1999: 134).
Dimensiunea de gen infrastructurează deci atât polul emisiv (cine produce știrea, emisiunea etc.) cât și cel al mesajului (știri cu și despre femei) și al receptării.
În ceea ce privește actorul jurnalist, deși se constată feminizarea școlilor de jurnalism și comunicare în absolut toate țările lumii și creșterea numărului de reportere (40% în presa scrisă și 50% în televiziune conform ultimei monitorizări globale - 2000), efectul plafonului invizibil (imposibilitatea de a accede la funcții de decizie și control) continuă să se mențină. “Cum putem avea o democrație și o presă liberă” - se întreabă editorialista Barbara Reynolds- “când 95% din deciziile luate în mass-media aparțin bărbaților albi?”.
Liesbet van Zoonen (1994) identifică pe lângă clivajul poziție în vârful piramidei deținută de bărbați /vs/ poziție la baza ierarhiei ocupată de femei și o discriminare de natură financiară și de rază de acțiune. Femeile tind să preia (sau le sunt asignate) arii ale jurnalismului care extind într-un fel responsabilitățile domestice: educația, sănătatea, cultura, societatea, în timp ce finanțele, politica, relațiile internaționale rămân bastionul bărbaților.
Ca actori ai știrii, surse și experți, femeile sunt sistematc subreprezentate pe de o parte datorită culturii “macho” și network-ului masculin și pe de altă parte datorită lipsei de reprezentativitate în politică, economie: “Femeile din știri sunt fie exemple anonime ale unui public neinformat, fie casnice, vecine, consumatoare sau mame, surori, soții ale bărbaților din știri, fie în sfârșit victime ale unei crime, catastrofe, politici” (Holland apud S. Allen, 1999: 141).
Pe lângă diviziunea sexualizată a practicii jurnalistice (hard news apanajul bărbaților și soft news, potrivite pentru femei), se poate remarca și o arhitectură discursivă diferită: concretă, contextualizată, empatică (“human interest”) în cazul jurnalistelor și abstractă, raționalizantă, universalistă în cazul bărbaților. Jurnalistele au o percepție diferită asupra evenimentelor: “o abordare comunitară a vieții sociale și o mai atentă ascultare a celorlalți” (C. Beauchamp, 1987: 253). Motivația alegerii profesiei are aceeași conotație comunitară (“a crea o lume mai bună”, “a-i ajuta pe oameni” etc.): “Femeile manifestă mai mult interes și poate mai mult respect pentru publicul lor. Ele îi acordă mai multă încredere. De asemenea ele consideră cititorii, ascultătorii sau telespectatorii mai puțin naivi, creduli decât îi cred bărbații. În plus ele încearcă mai puțin să influențeze opinia publică și mai mult să ofere oamneilor obișnuiți șansa de a se exprima în mass-media” (D.Pritchard & F. Sauvageau, 1999: 253.
De fapt statutul de “al doilea sex” conceptualizat Simone de Beauvoir în urmă cu o jumătate de secol este în continuare activ prin perenitatea stereotipurilor și conseervatorismul lingvisitc. Strategiile de marginalizare a experienței feminine cu excepția abjectului (mama denaturată, vrăjitoarea, femeia adulteră etc.) sunt dublate de variate mecanisme discursive de invizibilizare: 
- utilizarea numelor generice și numelor de profesii doar la masculin;
- înlocuirea identității profesionale cu cea de gen (judecătoarea X, grefiera Y, reluată cu femeia, în timp ce infractorul care a atacat-o este prezentat cu numele complet);
- strategii de numire indirectă, adiacentă unei personalități masculine (soția lui, amanta lui etc.)
- privilegierea indicilor de aparență fizică și statut marital (tânăra blondă sau tânăra femeie) și ocultarea profesiei.

Femeile în viața publică sunt nu doar mai puțin vizibile decât bărbații, ci și tratate după alte stsandarde (“În timp ce pentru bărbați contează antecedentele și experiența politică, pentru femei esențialul continuă să fie situația familială și aspectul fizic” -L‘Image de la femme dans les médias, 1997: 16).
Dacă mass-media occidentale privilegiază roluri feminine non convenționale atât în ficțiune (femeia neagră procuror, femeia șerif, polițist etc.), cât și ca prezentatoare de știri, în țările ex- comuniste asistăm după o lungă perioadă de emancipare forțată (femei comisar, femei tractoriste eroine ale muncii socialiste etc.) la revitalizarea femeii obiect sexual, eroină a balurilor, spectacolelor de modă și concursurilor de frumusețe (a se vedea explozia pornografiei, a publicității sexiste și a mass-media comerciale beneficiare ale instrumentalizării orpului feminin).
În ceea ce privește receptarea conținutului mediatic în funcție de gen, tendințele de lectură și vizionare au putut evidenția preferințe tematice (opțiunea pentru acțiune și narativitatea cu puncte forte și frcventerăsturnări de situații în cazul bărbaților fața de narativitatea ciclică, emoțională, ‘conversațională” în cazul femeilor), stiluri diferite de vizionare (neîntreruptă de alte activități pentru bărbați, întreruptă, policronă pentru femei). Cercetări calitative au reflectat pe de o parte frustrarea femeilor față de reprezentările sexiste sau stereotipe pe care le oferă mai ales televiziunea, dar și confortarea unei viziuni “feminine” a existenței, așa cum apare în rețeta de succes a unor magazine feminine (Elle, Femme actuelle, iar în România Avantaje, Unica, și mai nou Cosmopolitan).” Aceste reviste sunt un medium contradictoriu dar important pentru femei în diferite momente ale existenței lor, creând legături între femei, o contracultură feminină și o mai mare putere în relațiile cotidiene de familie” (L‘Image des femmes dans les médias, 1997: 27).
Deși revistele pentru femei oferă une din puținele forme ale solidarității feminine prin promovarea unei culturi diferite, focalizate asupra experiențelor, proiectelor sau dilemelor femeilor (carieră și/sau viață de familie; comportament masculin asertiv și/sau sensibilitate, solicitudine feminină), ele se situează sub semnul aceleiași constrângeri paradoxale (double bind) care însoțește întreaga existență feminină. În acest sens concursul anului 2000 lansat de revista internațională Cosmopolitan în varianta românească menit să promoveze modele de reușită feminină (femei manager, femei juranliste, cercetătoare etc.) a funcționat cu sloganul Actuală/Activă/Atractivă, perfectă textualizare a trendului autonomiei, dar și a supunerii la “mitul frumuseții” .

Totuși aceste reviste nu sunt inutile și nici antifeministe; ele propun alternative la chestiuni și dileme ale existenței femeilor (divorț, avort, menopauză, singurătate etc.) cu șanse de diseminare la milioane de femei spre deosebire de revistele feministe cu circuit mult mai restrâns. Aceste reviste pot deveni un instrument de schimbare socială adresat unui public larg (femei de la țară, femei mai puțin educate) prin autonimizarea și sporirea stimei femeilor față de ele însele. De fapt aceste reviste sunt concepute de ditorii lor ca o familie extinsă sau ca un partid politic: “Revista este un club. Funcția ei este să ofere cititoarelor un simț al comuniunii și mândria identității (de a fi femeie)” -N.Wolf, 1997: 44. 
În ciuda progreselor realizate (conștientizarea subreprezentării și a discriminării, câștigarea de poziții interesante la toate nivelele de management: director de agenție de știri, de publicație, producător de emisiune etc.), există încă o multitudine de bariere, prejudecăți ce trebuie dinamitate.” Nu este destul să avem mai multe femei în industria mass-media. E nevoie de mai multe femei cu o înțelegere politică a modului în care se reproduce subordonarea femeii și cu dorința de a schimba această stare de lucruri” (Arthurs apud S. Allen, 1999: 156).

## Gen și securitate
Studiile de securitate au constituit unul dintre ultimele bastioane ale perspectivei indiferente la aspectele de gen în teoria relațiilor internaționale. 
Există însă cel puțin două arii majore de deschidere a studiilor de securitate prin considerarea variabilelor de gen. În primul rând se analizează poziția femeilor și modul în care securitatea lor imediată este violată, și în al doilea rând prin centrarea pe filosofia patriarhală care se află în spatele acestei reificări și violențe descriind modul în care aceasta se relaționează cu studiile de securitate. Se localizează femeile ca grup în cadrul studiilor de securitate și prin conștientizarea politică adusă de feminism se contestă înțelesurile acceptate ale termenului și se oferă o schimbare conceptuală care deschide câmpul ideilor asociate tradițional cu feminitatea (emoționalul, interpersonalul, spontanul și ne-structuratul).
Perspectiva tradițională a securității este tradițional realistă accentuând pe state ca principali actori și ca principale surse de conflcit și violență, o problemă de securitate trata de obicei un conflict interstatal direct. Această perspectivă, contestată și considerată anacronică de curentele alternative din teoria relațiilor internaționale. Cea mai semnificativă este abordarea „cuprinzătoare” a lui Buzan care include și amenințări din interiorul statelor în studiile de securitate (sărăcie, corupție, instabilitate, criminalitate etc.), precum și pe cele globale (poluare planetară, migrații, crima organizată, proliferare de armament etc.) Teoreticienii feminiști acceptă același perspective extinse asupra studiilor de securitate prin definirea violenței structurale și directe care nu limitează problemele de securitate la securitatea militară și la lupta pentru putere și deschid analizele mai degrabă spre empatie decât spre etnocentrism, spre relații umane decât spre raporturi de putere între state. Violența directă poate fi definită ca asaltul fizic al lui A asupra lui B cu intenția de a-l distruge sau de a provoca suferință și durere.
Violența indirectă nu presupune un atac fizic direct, de exemplu politicile care în mod deliberat produc moartea prin înfometare sau boală. Astfel de politici sunt descrise ca o formă de violență structurală manifestată prin acțiunea indirectă a relațiilor de putere inegale și oprimante. Perspectiva de gen arată că femeile sunt victime preferențiale ale violenței structurale, cu nou-născutele nedorite deseori sau hrănite mai puțin, iar femeile sunt discriminate economic, legal și cultural. Un domeniu bine structurat este centrat asupra violului colectiv folosit ca armă de război, sau ca mijloc de purificare etnică. Deși salută includerea violului colectiv ca crimă de război, feminiștii cer o analiză mai largă a conceptului care să nu se restrângă la atacator ca soldat străin. Deși perspectiva extinsă cere includerea drepturilor omului ca element al securității umane, se exclude fenomenul violenței domestice.

## Gen și televiziune
Încă de la începuturile ei, în anii ’50, televiziunea a reprezentat un mediu de comunicare puternic influențat de cultura de masă. Televiziunea oferă o varietate de subiecte de discuție și pretinde existența la receptori doar a unui nivel minim de înțelegere, mizând masiv pe gratificarea emoțională a acestora. Petrecem tot mai mult timp în fața televizoarelor; în Statele Unite, cercetări efectuate încă din anii ’70 au arătat că un copil de 15 ani a petrecut deja mai multe ore în fața televizorului decât în clasă, la școală (Tuchman, 1978). Studii de piață realizate în România în 2001 au subliniat faptul că tinerii între 18 și 25 de ani petrec în medie cel puțin 3 ore pe zi uitându-se la televizor. Consecința directă a acestei prezențe cotidiene este considerarea televiziunii drept un factor determinant în procesul de socializare a copiilor și adolescenților.
Programele de televiziune sunt consumate, de obicei, în cadrul familiei, într-un mediu domestic. Deși imaginile prezentate se doresc a fi o reflectare obiectivă a realității, camerele de luat vederi “decupează” numai o parte a vieții de zi cu zi, chiar și în cazul transmisiilor în direct. “Realitatea” oferită de televiziune este una selectivă, schematică, preconstruită, bazată pe stereotipuri.

Televiziunea a constituit, încă din primii ani, un subiect de studiu pentru sociologi și antropologi. Inițial, cercetările au fost mai degrabă de tip cantitativ, luând în discuție subiecte precum influența programelor tv (în special a celor cu conținut violent) asupra copiilor și rolul televiziunii în viața socială și culturală. Deceniile 7 și 8 ale secolului XX au adus cu ele primele încercări de critică feministă a fenomenului televiziunii, cu accent pe studierea stereotipurilor promovate pe micul ecran. Statele Unite ale Americii au fost scena primelor confruntări dintre organizațiile de femei și televiziuni (la început, cele locale), criticate pentru modul sexist de reprezentare a femeilor și pentru lipsa de interes arătată față de subiecte importante pentru femei (Van Zoonen, 1994: 11).
Studiile americane și europene din ultimii 30 de ani au arătat că imaginea femeilor în televiziune este tributară stereotipele de gen și practicilor discriminatorii. Se constată că, în general, bărbații apar în programele de televiziune ca având profesii superioare celor ale femeilor: ei sunt medici, ele sunt asistente; bărbații sunt avocați, femeile secretare; bărbații lucrează în firme mari, femeile în magazine. Portretizarea incompetenței (ca apanaj al femininului) se extinde de la denigrare la victimizare și trivializare. Femeile celibatare, care nu se conformează modelelor tradiționale de dezvoltare personală, sunt prezentate la televizor ca fiind victime sigure ale agresorilor. Casnicele, femeile măritate sunt valorizate pozitiv deoarece televiziunea preferă să încurajeze rolurile tradiționale. Astfel, bărbații sunt lideri instrumentali, sunt activi, iau decizii acasă și la serviciu, pe când femeile sunt lideri emoționali, care rezolva exclusiv problemele gospodăriei.
Reclamele de televiziune sunt construite pe aceleași coordonate sexiste: le arată pe femei ca fiind dependente de bărbați, supuse, transformate în obiecte sexuale, neînțelegând cum funcționează niste aparate foarte simple, preocupate exclusiv de gospodărie, așteaptând laudele bărbatului venit de la serviciu ș.a.m.d.
Pe lângă analiza stereotipurilor de gen promovate de discursul televizat, cercetările au abordat și modul în care femeile receptează diferite produse mediatice. Analizele au în vedere relația care se stabilește între un anumit tip de produs (documentare TV, programe de știri, talk-show-uri, seriale de tip soap-opera etc.) și publicul căreia îi este adresat (în cazul nostru, femeile). Cum cele mai multe studii întreprinse în această direcție sunt nord-americane, britanice sau australiene, analiza fenomenului receptării s-a orientat mai ales spre serialele de televiziune și spre popularele emisiuni concurs (quiz shows). Aceste cercetări (Brown, 1994) au demonstrat că producătorii de televiziune privesc femeile în dubla lor calitate: de telespectatoare și de consumatoare. Relația simbiotică existentă între consumul de produse de uz casnic (detergenți, cosmetice etc.) și consumul de televiziune generează un veritabil cerc vicios: emisiunile TV sunt realizate în așa fel încât să fie urmărite de către femei, care, prin puterea lor de cumpărare “aduc” publicitate în programele respective. Cu cât femeile cumpăra mai multe bunuri, cu atât companiile își permit să plătească mai mulți bani posturilor de televiziune, subvenționând diferite producții televizate.
În România, abia în ultimul deceniu, televiziunea s-a impus ca bun de consum, parte a industriilor culturale și fenomen mediatic supus regulilor liberei exprimări și economiei de piață. La nivelul conținutului programelor de televiziune, din perspectiva problemelor de gen, se remarcă imediat o tendință din ce în ce mai pronunțată către sexism. Se observă că, “în țările postcomuniste, după abolirea tabu-urilor, asistăm la reinstalarea «vechilor» stereotipuri: femeia «sex object», promovată de inflația publicității și presiunile economiei de piață” . (Frumușani, 1995: 17) 
Studiile asupra audiovizualului sunt încă puține la număr în România. Unul dintre motivele acestei stări de fapt îl reprezintă costurile materiale ridicate pe care le presupun astfel de cercetări. Pe de altă parte, spațiul mediilor electronice românești s-a dovedit a fi, după 1989, unul foarte agitat – concurența acerbă din această zonă a presei provocând deseori mutații majore la nivelul conținuturilor și orientării programelor difuzate de un post de televiziune sau altul.
Analizele asupra programelor de televiziune efectuate în ultimii ani s-au axat, în general, pe probleme din domeniul politic (liberul acces la spațiul de antenă în perioadele electorale, moralitatea implicării în lupta politică a instituțiilor de presă “de partid”, scandaluri politice și manipulări / dezinformări prin televiziune). La rândul lor, studiile privitoare la situația femeilor din România au făcut doar vagi referiri la modul în care televiziunea “construiește” imaginea acestora, în contextul stereotipurilor culturale (patriarhale) prezente în societate.